# Concórdia (Belo Horizonte)
Concórdia é um bairro da região Nordeste de Belo Horizonte.
É um dos bairros mais antigos da cidade de Belo Horizonte, tendo sido ocupado a partir da década de 1920 por famílias remanejadas da região da Praça Raul Soares. Trata-se de um dos primeiros bairros operários da capital. É sede do Hospital São Francisco de Assis, o segundo mais antigo da cidade, inaugurado em 1936.
O bairro tem como importante ponto de referência o campo do Inconfidencia, local onde jogam como mandantes dois dos principais times de futebol de várzea de Belo Horizonte: Inconfidência e Roma.

## Vila Tiradentes
Localizada na porção norte do bairro, encontra-se a Vila Tiradentes, popularmente conhecida como Favela da Concórdia. Surgiu em 1942, com a chegada de famílias removidas de outras áreas, principalmente o Barroca, como parte de um programa de "desfavelização" da cidade. Começou com poucas famílias e nenhuma infra estrutura. Com o passar dos anos a vila cresceu, principalmente pela migração de parentes vindos do interior do estado. Atualmente tem sua àrea bem definida, situada entra as ruas Jundiaí, Tamboril, Purús e Javarí (na divisa com o bairro Renascença). O local e seu entorno é, obviamente, a área mais desvalorizada do bairro.

## Ruas principais
- Tapira
- Iguassú
- Jacuí
- Javari
- Itaquera
- Itapeva
- Pitangui
- Itamaracá
- Tamboril
- Itapagipe
- Guanabara
- Jundiaí
- Purús
- Parû

## Praças principais
- Praça México
- Praça da Bandeira
- Praça Gabriel Passos

## Principais atrações
- Grêmio Recreativo Escola de Samba Inconfidência Mineira - GRES Inconfidência Mineira.
- Casa do Mestre Conga - Rua Itapeva, 721
- Congado. Apesar das características de metrópole de Belo Horizonte, o bairro Concórdia, bem ao lado do centro da capital, é conhecido por preservar muitas manifestações populares tradicionais. Além de abrigar o terreiro de candomblé mais antigo da cidade, o bairro também preserva diversas guardas de Congo, que celebram seus santos pelas ruas do bairro nas datas comemorativas. São espetáculos populares marcantes, que valorizam as raízes brasileiras.
- Bumba meu boi, realizada pelas ruas do bairro no mês de Maio.
- Bar "Chic Tácio". Localizado na Rua Itamaracá, o Bar ""Chic Tácio"", com cerca de 40 anos de existência, é um dos mais tradicionais de Belo Horizonte. Participou de algumas edições do festival gastronômico Comida di Buteco.
- Campo do Inconfidência. Local onde se realizam várias partidas de futebol, shows, chegada do Papai Noel e várias atrações locais durante o ano. Localiza-se na rua Jundiaí.

## Personalidades do Bairro Concórdia
- Bruno Henrique Pinto, mais conhecido como Bruno Henrique, um futebolista brasileiro que atua como atacante. Atualmente joga no Flamengo.
- Mestre Conga - Sambista mineiro.
- Padre Candinho - Ex-Pároco da Igreja Nossa Senhora das Graças e Medalha Milagrosa.
- Agílio Monteiro - Ex-chefe da Polícia Federal e atual Ouvidor Adjunto do Estado de Minas Gerais.[3]
- Deputado Federal Luis Tibé - ex-vereador de Belo Horizonte e atual deputado federal.
- Juventino Soares - Mestre Buca - Ex ministro de Igreja Nossa Senhora das Graças - ex artesão